# Річки Казахстану

Водогосподарські басейни Республіки Казахстан

У Казахстані нараховується більше 85 тисяч річок; із них 84 694 довжиною до 100 км, 305 — від 100 до 500 км, 12 — завдовжки від 500 до 1000 км, 7 — понад 1000 км. Найбільшою густотою річкової мережі (0,4-1,8 км/км²) вирізняються високогірні райони Алтаю, хребти Жетису та Заілійський Алатау. Найменшою густотою річкової мережі відзначаються райони піщаних пустель Приаралля та Прикаспію (менше 0,03 км/км²).

## Річкові басейни

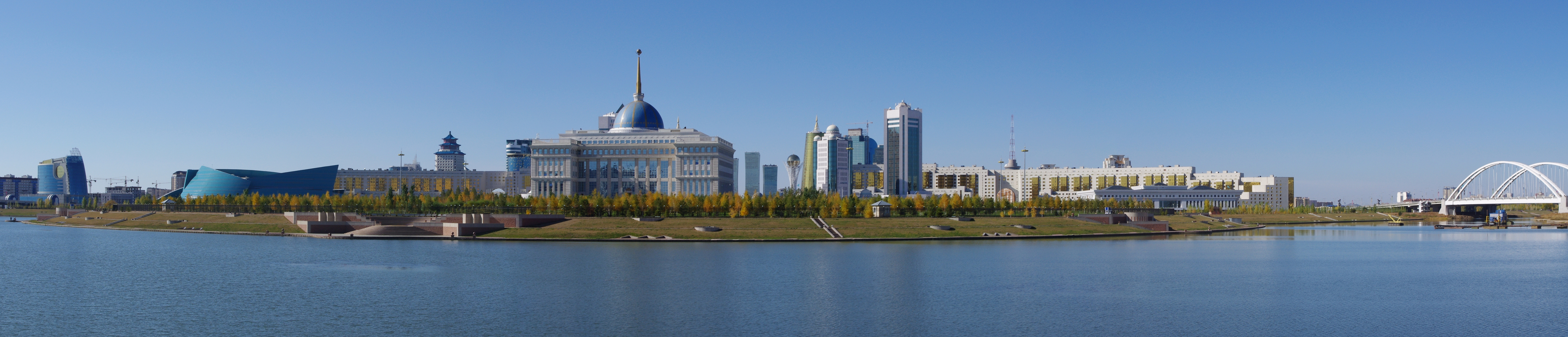
Річка Ішим у місті Астана

Більшість річок Казахстану належить до внутрішніх замкнутим безстічних басейнів Каспійського та Аральського морів, озер Балхаш і Тенгіз, і тільки Іртиш, Ішим, Тобол несуть свої води до Карського моря басейну Північного Льодовитого океану.
Територію Казахстану умовно поділяють на вісім водогосподарських басейнів:
Арало-Сирдар'їнський, Балхаш-Алакольський, Іртишський, Урало-Каспійський, Ішимський, Нура-Сарисуський, Шу-Таласький і Тобол-Тургайский.

## Найбільші річки Казахстану

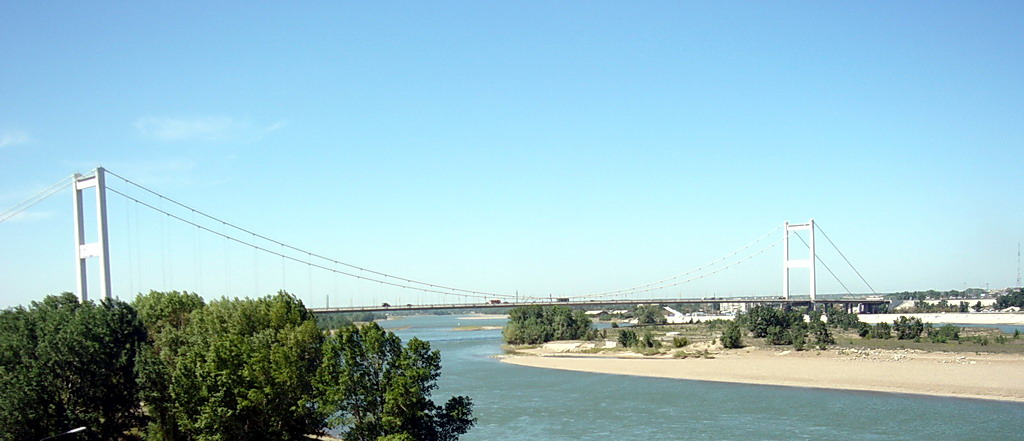
Річка Іртиш у місті Семей

По території Казахстану протікає 6 річок з витратою води від 100 до 1000 м³/с, 7 — з витратою від 50 до 100 м³/с і 40 — від 5 до 50 м³/с.

### Довжина річок понад 1000 км
| Річка    | Загальна довжина | По території Казахстану | Гирло           |
| -------- | ---------------- | ----------------------- | --------------- |
| Іртиш    | 4 248 км         | 1 700 км                | Об              |
| Ішим     | 2 450 км         | 1 400 км                | Іртиш           |
| Урал     | 2 428 км         | 1 082 км                | Каспійське море |
| Сирдар'я | 2 219 км         | 1 400 км                | Аральське море  |
| Тобол    | 1 591 км         | 800 км                  | Іртиш           |
| Ілі      | 1 439 км         | 815 км                  | Балхаш          |
| Чу       | 1 067 км         | 800 км                  | Акжайкин        |

### Довжина річок від 500 до 1000 км

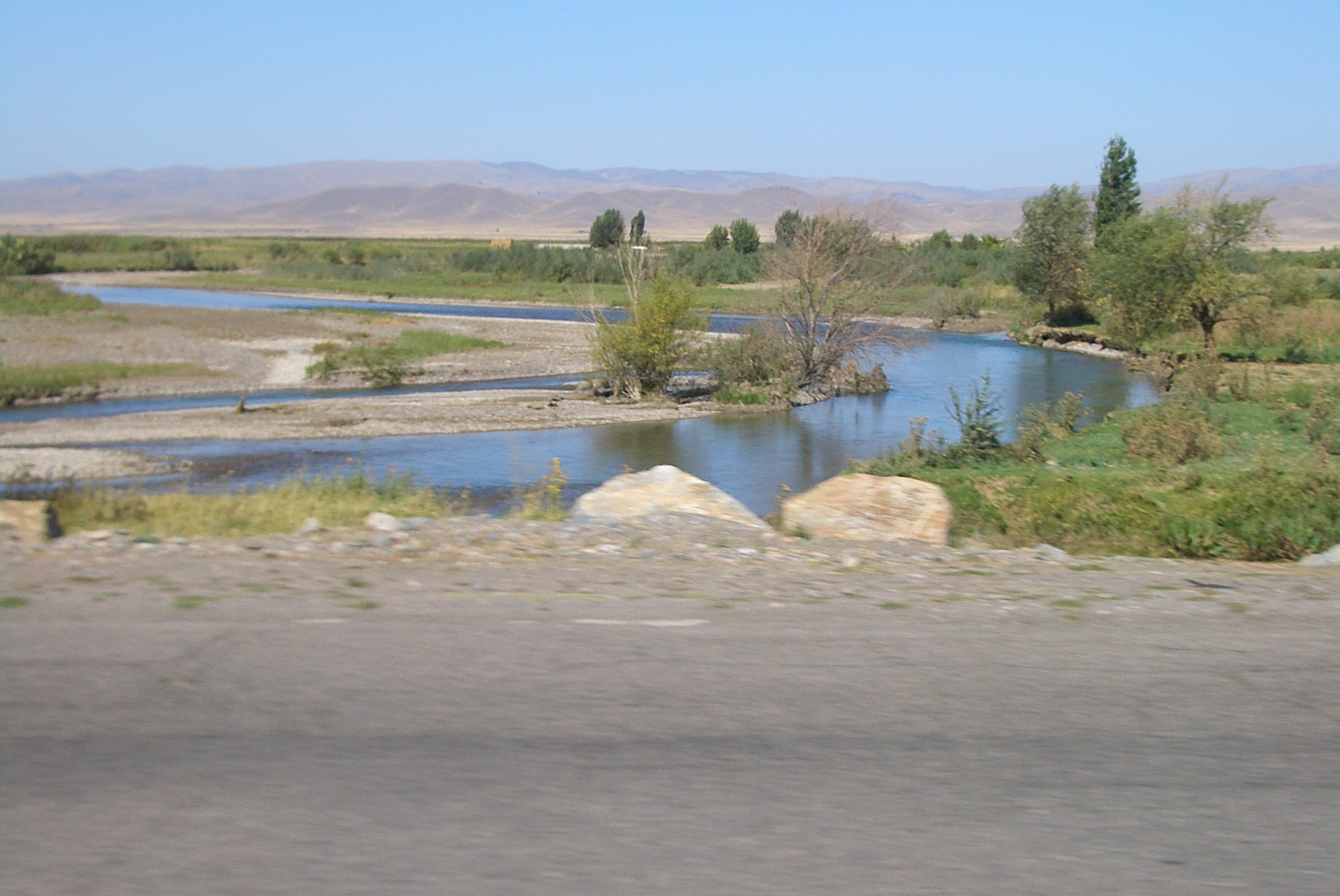
Річка Чу у Чуйській долині

| Річка         | Загальна довжина | По території Казахстану | Гирло                 |
| ------------- | ---------------- | ----------------------- | --------------------- |
| Нура          | 978 км           | 978 км                  | Тенгіз                |
| Тургай        | 825 км           | 825 км                  | Шалкартениз           |
| Уіл           | 800 км           | 800 км                  | Актобе                |
| Сарису        | 671-800 км       | 671-800 км              | Теліколь              |
| Емба          | 712 км           | 712 км                  | Каспійське море       |
| Талас         | 661 км           | 453 км                  | Муюнкум               |
| Великий Узень | 400-650 км       | 260 км                  | Камиш-Самарські озера |
| Малий Узень   | 300-638 км       | 395 км                  | Камиш-Самарські озера |
| Ілек          | 623 км           | 300 км                  | Урал                  |
| Іргиз         | 593 км           | 593км                   | Тургай                |
| Сагиз         | 511 км           | 511 км                  | Тентексора            |
| Шидерти       | 502 км           | 502 км                  | Шаганак / Жалаули     |

### Довжина річок від 200 до 500 км

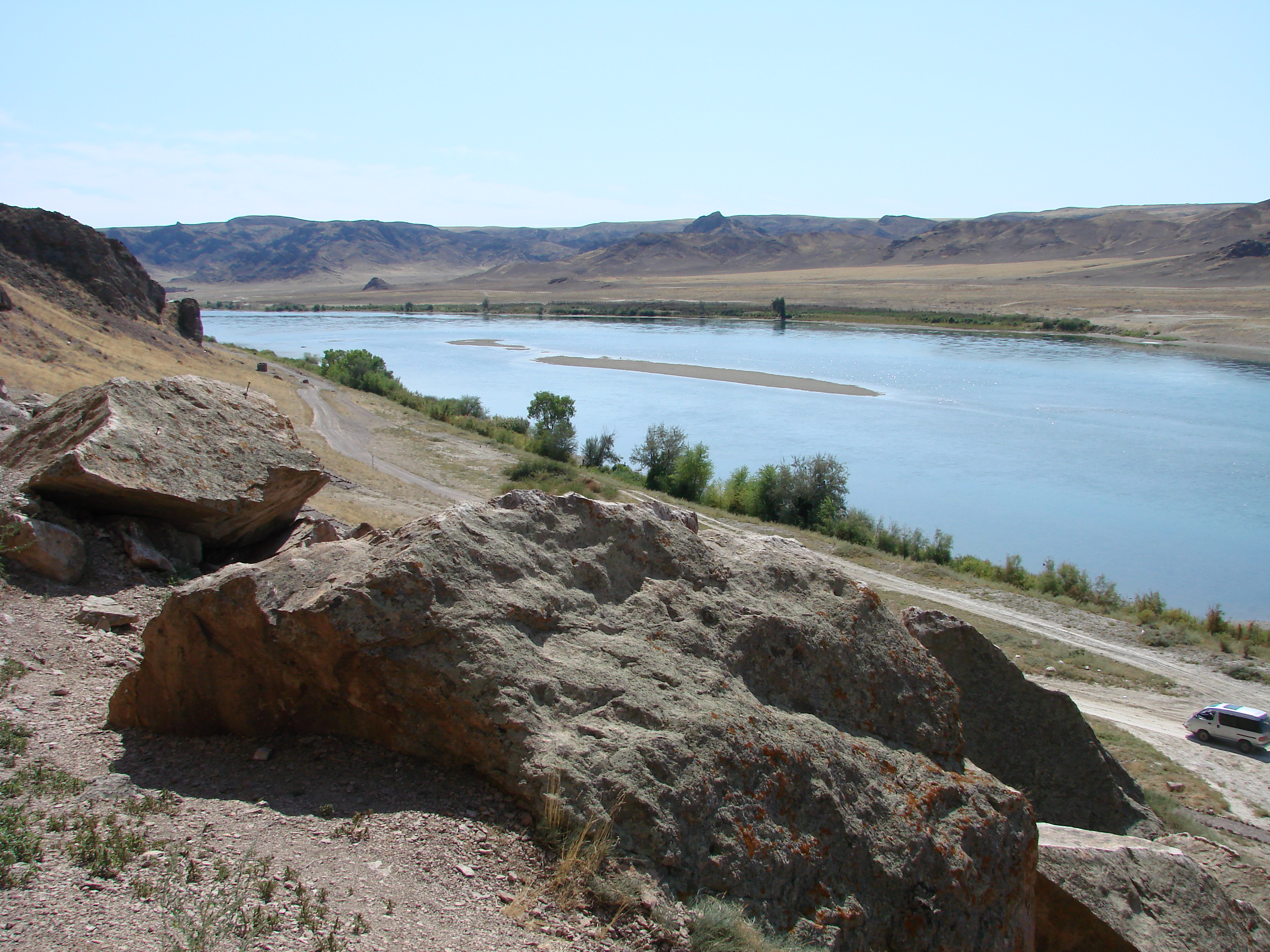
Річка Ілі в Алматинській області

| Річка      | Загальна довжина | По території Казахстану | Гирло                                 |
| ---------- | ---------------- | ----------------------- | ------------------------------------- |
| Аягуз      | 492 км           | 492 км                  | Балхаш                                |
| Чарин      | 427 км           | 427 км                  | Ілі                                   |
| Каратал    | 390 км           | 390 км                  | Балхаш                                |
| Арись      | 378 км           | 378 км                  | Сирдар'я                              |
| Убаган     | 376 км           | 376 км                  | Тобол                                 |
| Бухтарма   | 336 км           | 336 км                  | Іртиш                                 |
| Терисаккан | 334 км           | 334 км                  | Ішим                                  |
| Аксу       | 316 км           | 316 км                  | Балхаш                                |
| Курчум     | 280 км           | 280 км                  | Іртиш                                 |
| Уба        | 278 км           | 278км                   | Іртиш                                 |
| Аса        | 253 км           | 253 км                  | піски Муюнкум (на захід від р. Талас) |
| Колутон    | 200-240 км       | 200-240 км              | Ішим                                  |